# 缪斯

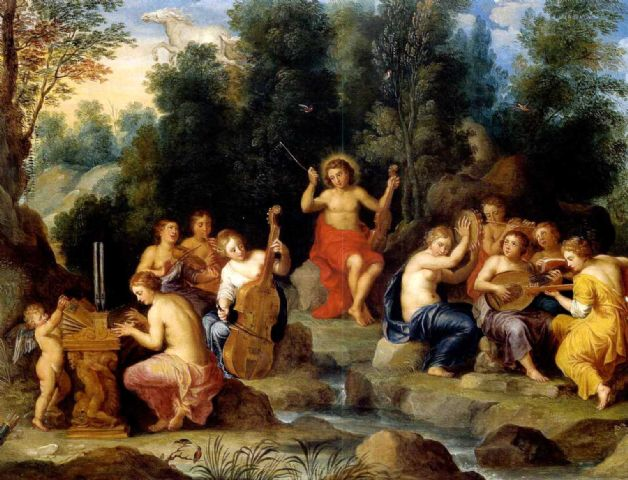
《阿波罗与缪思女神们》（Apollo und die Musen）扬·范·巴伦（1611–1654）

繆思（希臘語：Μουσαι）是希臘神話主司藝術與科學的九位古老文艺女神的總稱。她們代表了通過傳統的音樂和舞蹈、即時代流傳下來的詩歌所表達出來的神話傳說。她們原本是守護赫利孔山泉水的水仙，屬於寧芙的範疇。後來人們將奧林匹斯神系的阿波羅設立為她們的首領。繆思女神常常出现在众神或英雄们的聚会，轻歌曼舞，一展风采，为聚会带来不少的愉悦与欢乐。
在荷馬史詩，繆思有時一个，有時數个，均未提及个人名字，只說她們喜愛歌手，給予他們鼓勵和靈感。赫西俄德在其《神譜》說，她們是眾神之王宙斯和提坦女神的記憶女神謨涅摩敘涅所生育的9个髮束金帶的女兒。阿爾克曼則認為她們要比宙斯古老，是烏拉諾斯和蓋亞的3个女兒。

## 神話中的繆斯

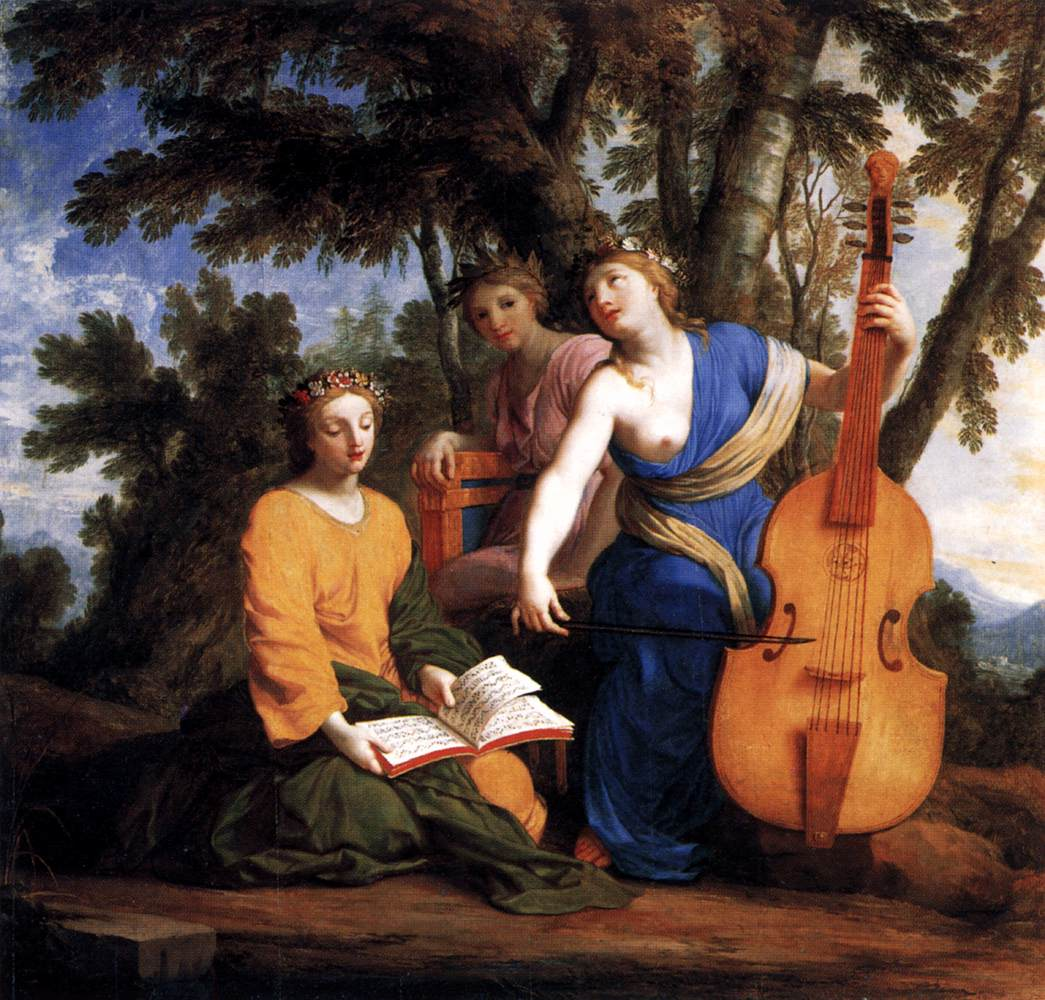
《诗歌三女神》（厄斯塔什·勒·絮爾，1652-1655）
繆斯女神是歷代藝術家尤其是詩人所崇拜的偶像。法國畫家絮爾在這裡描繪的三位繆斯女神：一個拿書，指記憶；一個傾聽，指沉思；還有一個拉琴，指歌唱。

公元2世纪罗马时代的希腊地理学家保萨尼亚斯說一開始只有三位繆斯，為三位一體的老一辈詩歌女神。這三位繆斯體現了遠古時代人們進行崇拜儀式時所需要的詩歌形式和技巧。後來繆斯女神被分為長幼兩輩，長輩的繆斯為烏拉諾斯和蓋亞之女，後輩繆斯女神為宙斯和谟涅摩叙涅之女。長輩的繆斯女神分別為：
| 缪斯     | 希臘文 | 拉丁文 | 名字之意 |
| -------- | ------ | ------ | -------- |
| 阿俄伊得 | Αοιδή  | Aoide  | 歌唱     |
| 墨勒忒   | Μελέτη | Melete | 沉思     |
| 谟涅墨   | Μνήμη  | Mneme  | 記憶     |

在古罗马作家西塞罗的《论神性》（De Natura Deorum）一书中又提到了四位提坦缪斯，她们是司管曲艺形式和技巧的缪斯女神，又合称为“曲艺四女神”：
| 缪斯         | 希臘文   | 拉丁文    | 名字之意 |
| ------------ | -------- | --------- | -------- |
| 忒尔克西诺厄 | Θελξινόη | Thelxinoe | 陶醉     |
| 阿俄伊得     | Αοιδή    | Aoide     | 歌唱     |
| 阿耳刻       | Αρχή     | Arche     | 开场     |
| 墨勒忒       | Μελέτη   | Melete    | 沉思     |

不同的作家给出的名字均有不同。下表分别列出了特尔斐所崇拜的缪斯3人组和象征古乐器三和弦三个部件的缪斯3人组的名字与来源，她们是阿波罗的女儿。另外还记载了一组莱斯博斯岛所崇拜的7位缪斯的名字和来源，她们是庇厄洛斯（Pieros）和宁芙仙女安提俄珀（Antiope）的女儿。
| 缪斯         | 希臘文     | 拉丁文      | 名称来源                 |
| ------------ | ---------- | ----------- | ------------------------ |
| 涅忒         | Νήτη       | Nete        | Plutarch Symposium 9.14  |
| 墨塞         | Μήση       | Mese        | Plutarch Symposium 9.14  |
| 许帕忒       | Ὑπάτη      | Hypate      | Plutarch Symposium 9.14  |
| 刻菲索       | Κηφισώ     | Cephiso     | Eumelus Frag 35, Tzetzes |
| 阿波罗尼斯   | Ἀπoλλωνίς  | Apollonis   | Eumelus Frag 35, Tzetzes |
| 玻律斯忒尼斯 | Βορυσθενίς | Borysthenis | Eumelus Frag 35, Tzetzes |

| 缪斯       | 希臘文   | 拉丁文    | 名称来源                       |
| ---------- | -------- | --------- | ------------------------------ |
| 涅洛       | Νειλώ    | Neilo     | Epicharmis, Tzetzes on Hes. 23 |
| 特里托涅   | Τριτώνη  | Tritone   | Epicharmis, Tzetzes on Hes. 23 |
| 阿索波     | Ἀσωπώ    | Asopo     | Epicharmis, Tzetzes on Hes. 23 |
| 赫普塔波拉 | Ἑπτάπορα | Heptapora | Epicharmis, Tzetzes on Hes. 23 |
| 阿刻洛伊斯 | Ἀχελωίς  | Achelois  | Epicharmis, Tzetzes on Hes. 23 |
| 提波普洛   | Τιποπλώ  | Tipoplo   | Epicharmis, Tzetzes on Hes. 23 |
| 罗狄亚     | Ῥοδία    | Rhodia    | Epicharmis, Tzetzes on Hes. 23 |

赫敘客俄斯在《希臘詞典》中記載，繆斯女神曾經被稱為“瘋狂的”或“暴風雨般的”。因為她們曾經被酒神狄俄倪索斯所主宰，同時還是他漫遊時的玩伴，所以就把繆斯女神塑造成了瘋瘋癲癲的不良少女，動不動就想把誰給撕碎。因此，領導着瘋狂迷亂的繆斯女神的狄俄倪索斯被冠名為繆薩革忒斯（Musagetes），意思為“繆斯之首”。後來繆斯女神因為需要被改造，被司管太陽與藝術之神—阿波羅所主宰，因此缪萨革忒斯这个名称归阿波罗所有。阿波羅認為繆斯女神瘋狂粗魯的舉止不符合他溫文爾雅的氣質，但繆斯的可塑性是很高的，在阿波羅的領導下，繆斯女神們變得和阿波羅一樣情操高尚、舉止文雅，但她們也會有被激怒的時候。通常她們都是一群美麗高雅、充滿活力的青年婦女。
缪斯九姐妹出現在音樂競技的場合也比較多，在阿波羅和馬爾修稚斯（Marsyās）的音樂比賽中由繆斯來擔當裁判。奧菲斯死後，繆斯收集和埋葬了奧菲斯殘破的屍體。塔米里斯（Thamyris）向繆斯挑戰，繆斯懲罰他的狂傲使他失明。
在保薩尼亞斯所作的《希臘志》（Περιήγησις）中描述擁有天籁之音的人面鳥身女妖—塞壬，因爲與缪斯進行音樂比賽落敗，而代價則是被缪斯拔去了翅膀，令她們永遠無法飛翔，後來缪斯用塞壬女妖们的翅膀編織成了象征她們勝利的王冠。
因為缪斯出生于庇厄利亞地區，所以她們亦被稱作為皮厄里得斯（Pierides），在奧維德的神話史詩《變形記》中，將皮厄里得斯視作另一組與繆斯們有著相同名字的9人姐妹，為庇厄利亞王—庇厄洛斯的女兒們。後來由于驕傲自滿，不自量力的向缪斯發起挑戰，最終在歌詠比賽中不慎輸給了缪斯而全員變成了喜鵲。
三位一體的“三”为神聖的數字，三三得九。繼古代的三位繆斯女神後，後來經典的九位繆斯女神分別為：
| 缪斯                        | 希臘文    | 拉丁文      | 司管藝術             | 象征物                   | 名字之意     |
| --------------------------- | --------- | ----------- | -------------------- | ------------------------ | ------------ |
| 卡利俄佩 （卡利俄珀）       | Καλλιόπη  | Calliope    | 英雄史詩             | 鐵筆與蠟板               | 聲音悅耳的   |
| 克利俄                      | Κλειώ     | Clio        | 歴史                 | 書卷與桂冠               | 赞美的       |
| 尤特碧 （歐忒耳珀）         | Εὐτέρπη   | Euterpe     | 抒情詩與音樂         | 長笛與花籃               | 令人快樂的   |
| 忒耳普西科瑞 （忒耳西科瑞） | Τερψιχόρα | Terpsichore | 合唱與舞蹈           | 七弦琴與常春藤           | 熱愛舞蹈的   |
| 厄剌托 （埃拉托）           | Ἐρατώ     | Erato       | 爱情诗與獨唱         | 七弦琴或豎琴             | 可愛的       |
| 墨爾波墨涅                  | Μελπομένη | Melpomene   | 悲劇與哀歌           | 悲劇面具、短劍或棍棒     | 聲音甜美的   |
| 塔利亞                      | Θάλεια    | Thalia      | 喜劇與牧歌           | 喜劇面具、牧杖或铃鼓     | 繁榮昌盛的   |
| 波麗海姆妮亞 （波林尼亞）   | Πολύμνια  | Polyhymnia  | 頌歌與修辭學、幾何學 | 圣咏卷轴，葡萄藤或牧羊棍 | 有很多颂歌的 |
| 烏拉尼亞 （烏拉尼亞）       | Οὐρανία   | Urania      | 天文學與占星學       | 天球儀與圓規             | 天空的       |

這九位繆斯的名字首次出現在赫西俄德的《神譜》中，她們充分體現了古代希臘時期對詩歌藝術的完整理解，但哪位繆斯是隸屬于哪門藝術領域的體現是後來才定義的。
活跃在十二世纪后半的君士坦丁堡文学作家—约翰·泰泽（John Tzetzes）另外给出了九位缪斯女神的名字，分别是卡利科瑞（Kallichore）、赫利刻（Helike）、欧尼刻（Eunike）、忒尔克西诺厄（Thelxinoe）、忒耳普西科瑞（Terpsichore）、欧忒耳珀（Euterpe）、欧刻拉得（Eukelade）、狄亚（Dia）以及厄诺珀（Enope）。

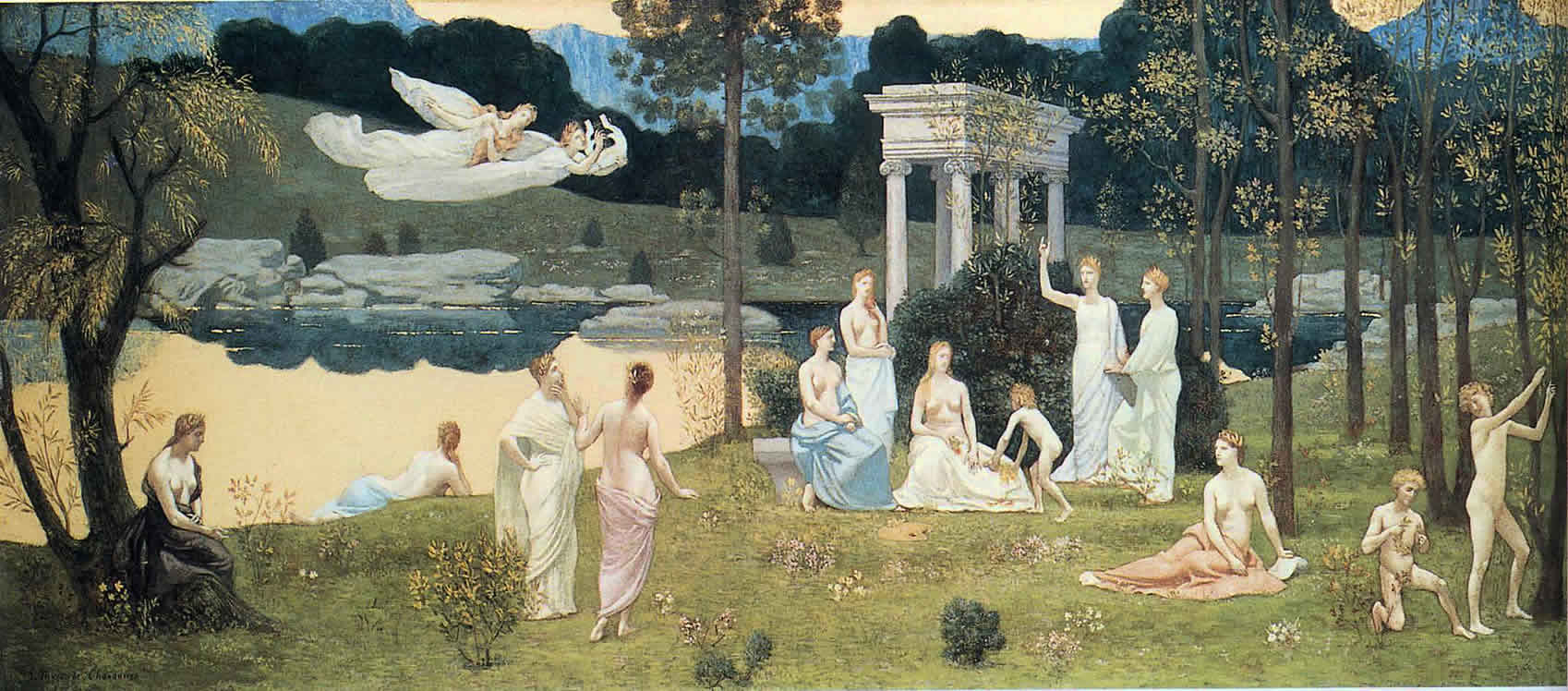
《藝術與繆斯女神們》（皮埃爾·皮維·德·夏凡納/畫、1884-1889）
畫中描述繆斯九姐妹正與古代的三位繆斯歡聚一堂。這群體面的姐妹們，習慣在帕拉索斯山上聚會，進行她們關於科學、詩歌和音樂的討論。有時，繆斯們也會聚集起來合唱一首神聖而莊嚴的頌歌。

## 在社會中的作用
繆斯這個名字可能來自印歐語根*men-，希臘語中的谟涅摩叙涅（Μνημοσύνη）、拉丁語中的密涅瓦（Minerva）和英語中的（意見）、 （智力）和（記憶）都來自這個語根。
繆斯即是藝術的代表，也是藝術本身（英語中，音樂，一詞來自繆斯）。在希臘人掌握文字以前，繆斯也是學習的代表和神。泰勒斯所寫的第一本希臘的天文學書籍就是以詩的體裁寫的，許多蘇格拉底以前的哲學書的體裁也是詩體。柏拉圖和畢達哥拉斯都認為哲學是藝術（μουσική）的一部分。希羅多德將他寫的《歷史》的每一卷以一個不同的繆斯命名。
梭倫認為繆斯為人類帶來昌盛和友愛，是通往好的生活的秘密。為了完成他的政治改革，他讓雅典的男孩在每年的節日上祈禱繆斯和朗誦他的詩。

## 在文學中的作用
繆斯的神話，反映了古希臘人對藝術的高度重視。繆斯的形象在各個時代的文學作品中都得到了廣泛的運用。在文學中，繆斯往往作為一篇史詩或故事的引入。她們往往被作者引用為助手或故事的敘述人，而作者本人則只是將她們的話寫下來。一下為兩篇經典的例子：
荷馬，《奧德賽》第一卷：
告訴我，繆斯，那位聰穎敏睿的凡人的經歷，
在攻破神聖的特洛伊城堡後，浪跡四方。 （陳中梅譯）
但丁，《神曲·地獄·第二首》
啊！詩神繆斯啊！或者崇高的才華啊！現在請來幫助我；
要么則是我的腦海啊！請寫下我目睹的一切，
這樣，大家將會看出你的高貴品德。 （黃文捷譯）

## 對繆斯的崇拜
畢達哥拉斯到達克羅頓後的第一個建議是在市中心建造一個繆斯的神龕來促進市民的和睦和學習風氣。
繆斯的崇拜一般在泉水附近進行。繆斯喜愛的居所通常被認為是帕拉索斯山或赫利孔山的山洞中或泉水旁；希波克瑞涅山泉、卡斯塔利亞山泉都是她們經常遊玩的地方。在古代神話中，她們可能是這些山泉的女神。因為繆斯也是詩人或藝術家的保護神，因此詩人根據她們經常出現的地方給了她們許多別名，如赫利科尼得斯、帕耳那西得斯、卡斯塔利得斯、皮厄里得斯和皮謨普勒伊得斯等等。
波奧提亞、德爾斐、赫利孔山和帕拉索斯山是繆斯崇拜的中心地區。
繆斯也往往與希臘英雄崇拜相連，一些傳說的英雄的墓地是詩歌比賽和向繆斯犧牲的地方。
亞歷山大圖書館建在亞歷山大大帝墓附近的一個繆斯神龕上。
18世紀許多啟蒙運動人士試圖重立對繆斯的崇拜。法國大革命前巴黎有一個共濟會的團體叫做“九姊妹”，伏爾泰、本傑明·富蘭克林也參加過他們的活動。英語中博物館（Museum，本來的意思是“繆斯的崇拜地”）就是從這個運動產生的，它的意思是說，博物館是一個向公眾展示知識的地方。
位於香港的K11 MUSEA商場，設計靈感亦是來自繆斯。
LoveLive!中的團體“μ's”名稱亦是源自繆斯。